# Zeche Friedrich (Bochum)
Die Zeche Friedrich ist ein ehemaliges Steinkohlenbergwerk in Bochum-Sundern. Die Zeche war auch unter den Namen Zeche Friedrich Gericht's Stiepel, Zeche Friederich, Zeche Friederichsbank und Zeche Friedrichsberg bekannt. Das Bergwerk gehörte zum Märkischen Bergamtsbezirk.

## Geschichte

### Die Anfänge
Die Mutung für das Grubenfeld wurde im Jahr 1751 eingelegt. Als Muter trat der Freiherr Küchmeister von Sternberg auf. Er legte die Mutung auf eine in der Stiepeler Marck entblöste Kohlenbank ein und begehrte ein Grubenfeld mit der Größe einer Fundgrube und 20 Maaßen. Am 14. Februar 1752 erfolgte die Verleihung eines Längenfeldes für das Flöz Hauptflöz. Es wurde ein streichender Stollen, der Oberstollen, aus dem Rauterdeller Tal aufgefahren. Der Abbau wurde nur unregelmäßig und unbedeutend betrieben, es handelte sich zu dieser Zeit um eine sogenannte fiskalische Zeche. In den Jahren 1754 und 1755 wurde das Bergwerk wegen Absatzmangels in Fristen gesetzt. Am 14. Februar des Jahres 1757 wurde eine erneute Mutung eingelegt. In den Jahren 1758 und 1759 war das Bergwerk nachweislich in Betrieb. Im Zeitraum vom 4. März bis zum 6. April des Jahres 1762 wurde die Berechtsame durch die Gewerken Vahlefeld, Drögehorn und Johann Wilhelm Müser erworben. Im Jahr 1766 erfolgte die Vermessung des Bergwerks. Der Lochstein wurde im Krockhauss Bruch gesetzt.

### Die weiteren Jahre
In den Jahren 1768 bis 1771 war das Bergwerk nachweislich in Betrieb.  Am 11. Januar des Jahres 1771 waren als Gewerken Johann Wilhelm Müser, Friedrich Vahlefeld und Johann Jörgen Dröghorn in den Unterlagen vermerkt. Die Rezeßgelder waren in den Jahren davor bezahlt worden und wurden auch in dem laufenden Jahr bezahlt. Als Schichtmeister war Jörgen Henrich Wünnenberg auf dem Bergwerk tätig. Ab 1772 wurde Kohle auf der Ruhr nach Kleve geliefert. Am 26. Februar 1787 wurde abermals eine neue Mutung eingelegt und am 24. Januar 1789 erfolgte die erneute Verleihung der Berechtsame. Ab dem Jahr 1800 wurde das Bergwerk erneut in Fristen erhalten. 1833 wurde ein neuer Stollen querschlägig nach Norden aufgefahren. Dieser Stollen befand sich 130 Meter neben dem alten Stollen und wurde 2,3 Meter tiefer angesetzt. Im Jahr 1834 wurde die Pferdebahn des Carl Friedrich’s Erbstollen für den Kohlentransport zum Kohlenmagazin an der Ruhr mitbenutzt. Ab September desselben Jahres wurde erneut in Fristen gearbeitet. Vermutlich wurde das Bergwerk danach stillgelegt, denn am 1. April 1835 wurde es wieder in Betrieb genommen. Im Jahr 1843 wurde für einen Bergbau ein Dampfgöpel installiert. Der Schacht war tonnlägig bis zum Flöz Luise abgeteuft worden. 1845 wurde das Flöz durch den St. Mathias Erbstollen aufgeschlossen.
Im Jahr 1850 wurde der Abbau über der Stollensohle eingestellt und tiefer gelegt bis runter zur St. Mathias Erbstollensohle. Im Jahr 1853 wurde ein Schacht geteuft, der zur gemeinsamen Nutzung mit der Zeche Preußischer Zepter dienen sollte.  Der Schacht erhielt als Fördermaschine einen Dampfgöpel mit einer Leistung von 14 PS. Die Zeche Preußischer Zepter war zuvor im selben Jahr durch die Zeche Friedrich erworben worden. Außerdem wurde ein eigener 200 Lachter langer Schienenweg nach Hattingen erstellt. Im Jahr 1855 erreicht der Schacht mit der 2. Sohle die St. Mathias Erbstollensohle, die 1. Sohle ist im Niveau des Friedrich Stollens. Das Bergwerk gehörte zu dieser Zeit zum Geschworenenrevier Westlich Witten. Im Jahr 1856 erfolgte die Verleihung des Feldes Friedrich Nebenflöz. Im Jahr 1861 wurde damit begonnen, einen gemeinsamen Wetterschacht für das Grubenfeld der Zeche Friedrich und das Grubenfeld der Zeche Preußischer Zepter zu teufen. Der Schacht war für die Verbesserung der Bewetterung im Friedrich Hauptflöz vorgesehen, er wurde 300 Lachter vom St. Mathias Querschlag angesetzt. Noch im selben Jahr wurde der Schacht bis auf eine Teufe von sieben Lachter geteuft. Mit dem Querschlag an der östlichen Markscheide des Feldes Mathildenglück wurden die unreinen Flöze No. 26 und 27 durchörtert. Der Querschlag erreichte in diesem Jahr eine Länge von 33 1/8 Lachter. Das Bergwerk gehörte zu dieser Zeit zum Bergrevier Dahlhausen. Im Jahr 1873 war der Abbau auf der 3. Sohle fast beendet, sodass es am 22. November desselben Jahres zur Konsolidation zur Zeche Brockhauser Tiefbau kam.

## Förderung und Belegschaft
Die ersten bekannten Förderzahlen des Bergwerks stammen aus dem Jahr 1836, es wurden 3737 preußische Tonnen Steinkohle gefördert. Im Jahr 1840 wurden 4330¼ preußische Tonnen Steinkohle gefördert. 1845 stieg die Förderung auf 3063 Tonnen Steinkohle an. Die ersten bekannten Belegschaftszahlen des Bergwerks stammen von 1847, damals waren zwischen 15 und 49 Bergleute auf dem Bergwerk beschäftigt, die eine Förderung von 5493 Tonnen erbrachten. 1850 wurden 6321 Tonnen gefördert.  Im Jahr 1855 wurden mit 26 Bergleuten 10.924 2/8 preußische Tonnen Steinkohle gefördert. Im Jahr 1860 waren 38 Bergleute auf dem Bergwerk beschäftigt, die Förderung stieg in diesem Jahr an auf 7641 Tonnen Steinkohle. Die maximale Förderung des Bergwerks wurde im Jahr 1865 mit 34 Bergleuten erbracht. In diesem Jahr wurden 14.230 Tonnen Steinkohle gefördert. Ab 1867 ging die Förderung deutlich zurück, es wurden in diesem Jahr 1700 Tonnen Steinkohle gefördert. Im Jahr 1869 sank die Förderung auf 191 Tonnen ab. Die letzten Förder- und Belegschaftszahlen des Bergwerks stammen aus dem Jahr 1873, als mit 83 Bergleuten 11.601 Tonnen gefördert wurden.